# 美国民主党派系

美国民主党标志（2020年4月19日启用）

美国民主党包含多个政治派系。

## 主要派系

### 自由派
- 乔·拜登
（前美国总统）
- 巴拉克·奥巴马
（前美国总统）
- 卡玛拉·哈里斯
（前美国副总统）
- 希拉里·克林顿
（前美国国务卿）
- 南希·佩洛西
（前美国众议长）
- 约翰·路易斯
（前众议员）

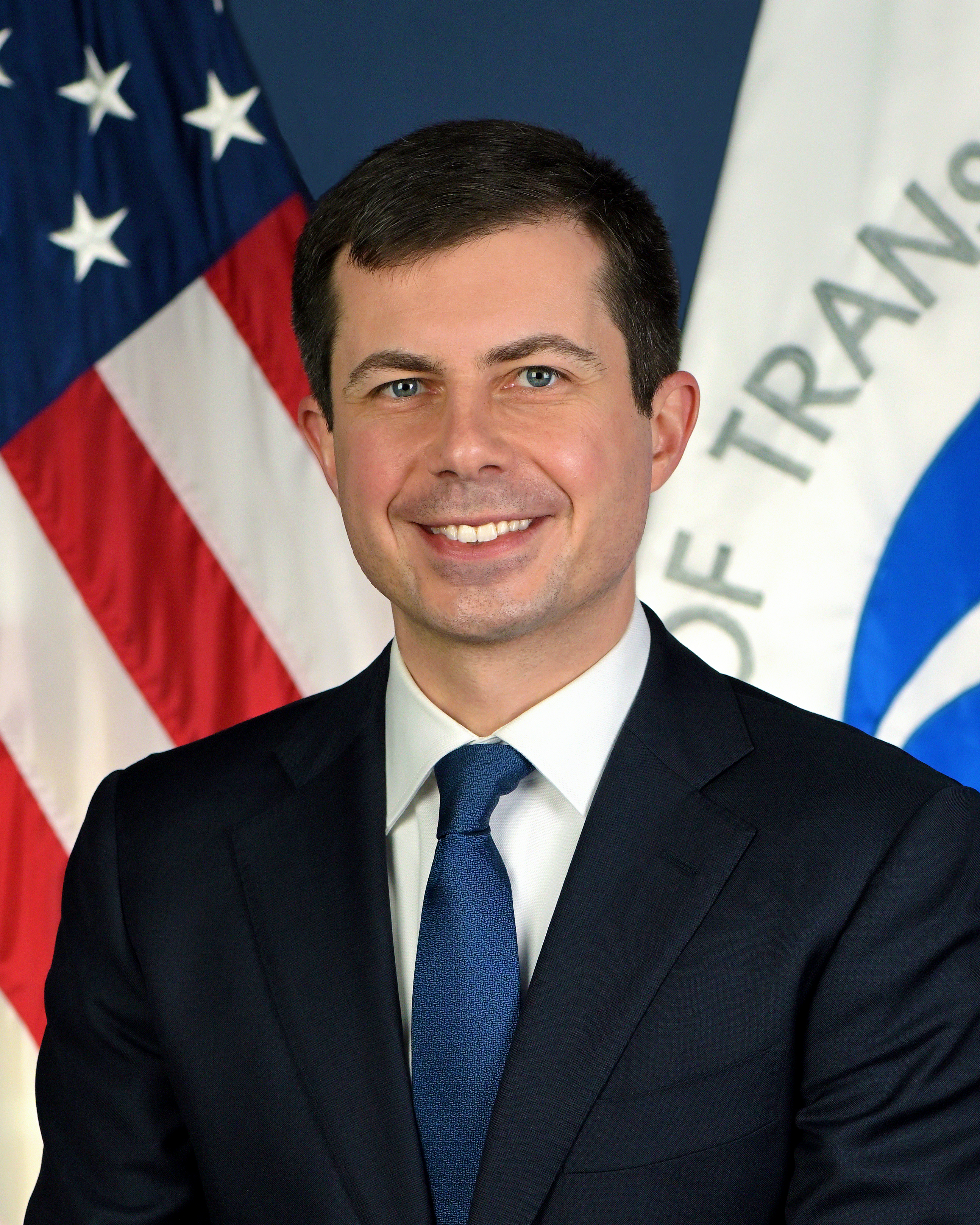
运输部长彼得·布塔朱吉被认为是当下美国现代自由主义的领军人物。

美国的自由主义始于进步时代，由西奥多·罗斯福总统（共和党人）开创并以其“公正交易计划”和“新民族主义”政策为开始标志。从此时开始，中左翼思想越来越倾向于社会自由主义政治哲学，或在美国更为人知的说法是“现代自由主义”。
威尔逊政府见证了“新自由计划”的颁布，这是一揽子进步主义社会计划。受到南方民主党人反对但得到共和党和威尔逊总统支持的妇女选举权运动开始兴起，并以《美国宪法第十九修正案》的通过为高潮；这些都极大地推动基于性别的民权立法运动的发展。
1940年代，自由派民主党人开始推动种族隔离的消除和民权立法，并在1960年代又提出了移民政策改革和枪支管制。除了富兰克林·罗斯福总统的“新政”外，民主党的总统们还提出具有里程碑意义的自由主义计划。
从1970年代起，自由派民主党人开始强调残障人士的公民权利、保护消费者权益、环境保护、LGBT平权、生殖权利及废除死刑。继“罗斯福新政”后，杜鲁门总统的“公平交易建议”、肯尼迪总统的“新边疆倡议”及约翰逊总统的“大社会计划”（该计划建立了美国联邦政府的医疗保险和医疗补助），这些都进一步让自由主义在美国变得深入人心。
虽然保守主义的复苏和以比尔·克林顿为首的新民主党人所推行的“第三条道路”都短暂地削弱了社会自由主义的影响，但巴拉克·奥巴马在此时充当了“第三条道路”和传统“现代自由主义”之间的意识形态桥梁。
在将自己描述为新民主党人同时， 奥巴马在其总统任期内比克林顿总统的“第三条道路”精神要相对偏左。在2004年总统选举中败北的约翰·克里其竞选政策与奥巴马相似，并且他还曾是克林顿政府的副总统。 奥巴马政府时代最关键的立法成就就是《患者保护与平价医疗法案》（俗称“奥巴马医保”）的通过和颁布，这得到了自由派民主党人的普遍支持。
在文化进步方面，自由派民主党人实现了LGBT权利的扩展、确立了联邦层面的仇恨罪立法、废除了但后来又被唐纳德·特朗普总统恢复的墨西哥城政策、取消了不得利用联邦纳税人资金资助胚胎干细胞研究的禁令、批准联合全面行动计划及推动古巴解冻。
2010年代，自由派民主党人开始推动大麻合法化，并在美国的几个州取得了成功。奥巴马总统在任期间并没有打击已宣布大麻合法化的州。
2011年，更多倾向于支持中间派和第三道路的民主党领袖委员会宣布解散。
2016年，民主党总统候选人希拉里·克林顿避开了其丈夫比尔·克林顿所提出的“新契约”中间主义而提出了更为自由的主张，例如：取消强制最低量刑的法律、免除公立大学大学生学费债务的计划及设立非法移民可取得合法身份的途径。
此外，尽管乔·拜登在其政治生涯里绝大部分时候是中间派； 但在他的总统任期内，他越来越多地采用更多的社会自由主义政策。 他的副总统卡玛拉·哈里斯和运输部长彼得·布塔朱吉都被描述为“务实的进步主义者”；他们与自由派保持一致，但却倡导进步主义政策，不过他们在实施计划时相对更为温和与渐进。 这些务实的进步政策还包括彼得·布塔朱吉在其总统竞选活动期间提出将公共医疗保险方案作为最终实现全民医保的“滑行道”。

### 进步派
- 艾德·马基
（参议员）
- 伊丽莎白·华伦
（参议员）
- 保罗·威尔斯通（英语：Paul Wellstone）
（前参议员）
- 普拉米拉·贾亚帕尔
（众议员）
- 罗·卡纳（英语：Ro Khanna）
（众议员）
- 亚历山卓·欧加修-寇蒂兹
（众议员）

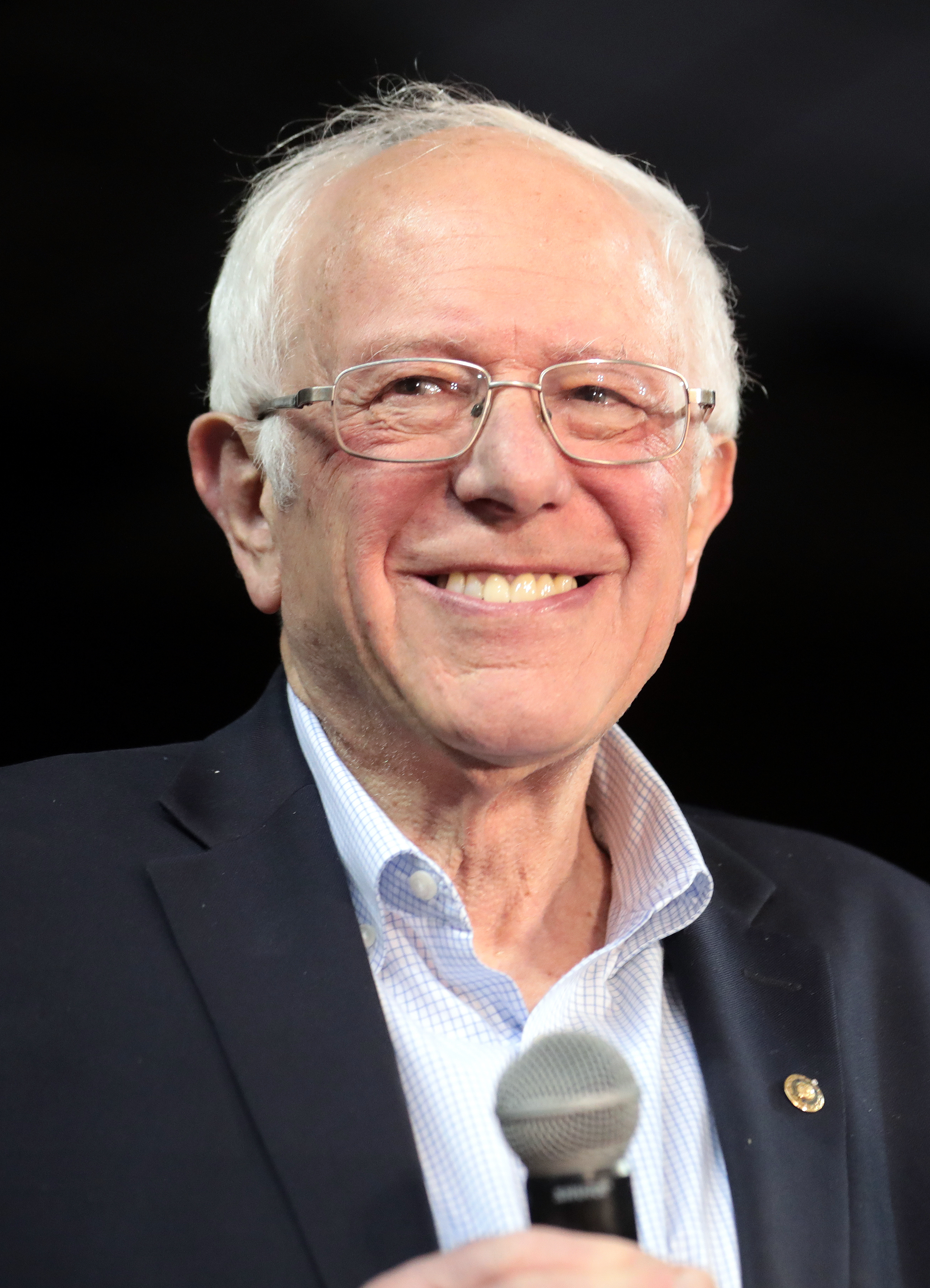
伯尼·桑德斯参议员虽然是无党籍国会议员，但他是民主党党团会议成员并经常被认为是美国进步主义的非官方领袖。

虽然进步派民主党人的意识形态并没有超越社会自由主义政治哲学的范畴，但是他们将社会自由主义信条与进步时代的传统结合到了一起并更多地借鉴了凯恩斯主义经济学、左翼民粹主义和社会民主主义。作为公职候选人的进步派民主党人在美国南方以外的都会地区受到了极为广泛的支持。第一位自称自由主义的总统是富兰克林·罗斯福，他的相关思想——例如他对第二权利法案的倡导——今天仍然继续影响着进步派人士。 林登·约翰逊总统及马丁·路德·金博士等民权活动家也对进步派人士有极大的影响，这不仅因为他们在种族和身份认同方面的立场，还因为他们在经济领域的提议（约翰逊总统支持大社会，而路德·金博士则支持社会民主主义）。
尽管美国传统进步主义与美国现代进步运动存在差异，但是它们都认为自由市场会导致经济不平等，因此必须对市场经济进行强有力的监督和监管以保护工人阶级。 现代进步主义者会认真地关注气候变化问题，并或多或少围绕由亚历山德里娅·奥卡西奥-科尔特斯众议员与艾德·马基参议员提出的“绿色新政”作为解决该问题的框架。
许多进步派民主党人在意识形态上是1972年美国总统选举候选人、南达科他州参议员乔治·麦戈文的继承者，而其他人则参与了佛蒙特州州长霍华德·迪安和俄亥俄州众议员丹尼斯·库辛尼奇的总统竞选团队。此外还有一些人是美国绿党的前成员。该派系的成员有较高的比例为接受了大学教育的专业人士。 而皮尤研究中心最近的一份研究发现，该派系成员41%出身于大众富裕家庭，49%是大学毕业生。
国会进步核心小组是美国国会中由众议院进步派民主党议员与参议院中一名无党籍议员所组成的国会议员核心小组。它是美国众议院内第二大民主党核心小组，其成员包括丹尼斯·库辛尼奇、阿兰·盖雷森、约翰·科尼尔斯、芭芭拉·李、吉姆·麦克德默特、彼得·德法齐奥、凯斯·埃里森、阿娅娜·普莱斯利、罗·卡纳、马克·波肯和约翰·路易斯等众议员。 而美国参议院中的伊丽莎白·华伦、艾德·马基、拉斯·芬格尔德、塔米·鲍德温、杰夫·默克利和谢罗德·布朗等参议员也被认为是进步派民主党人。 其他著名进步派民主党人士还包括亨利·阿加德·华莱士、尤金·麦卡锡、泰德·肯尼迪、保罗·威尔斯通和史黛西·艾布拉姆斯等。
2016年，蓝领核心小组宣布成立；这是一个支持劳工并反对工作外包的国会议员核心小组。
截至2021年，美国国会中共有6名议员自称是民主社会主义者；他们是伯尼·桑德斯参议员、丹尼·戴维思众议员、亚历山德里娅·奥卡西奥-科尔特斯众议员、贾马尔·鲍曼众议员、拉希达·特莱布众议员和科里·布什众议员。尽管有政治学家指出这种“民主社会主义”的纲领更加符合社会主义范畴内的“社会民主主义”思想。 除了桑德斯参议员之外，国会中所有自称民主社会主义者的议员都是民主党人；而桑德斯参议员曾是2016年和2020年美国总统选举的候选人，他会以无党籍议员的身份参与美国参议院民主党核心小组会议。

### 温和派
- 比尔·克林顿
（前美国总统）
- 玛丽亚·坎特威尔
（参议员）
- 克里斯·康斯
（参议员）
- 马克·沃纳
（参议员）
- 苏珊·戴贝尼
（众议员）
- 瓦尔·德明斯（英语：Val Demings）
（众议员）

“第三条道路”运动在美国大致可以追溯到支持越南战争的温和派民主党人休伯特·汉弗莱在1968年美国总统选举党内预选中战胜进步派民主党人尤金·麦卡锡而获得党内提名； 以及在1984年美国总统选举中由共和党候选人罗纳德·里根以压倒性胜利击败更为左倾的民主党候选人沃尔特·蒙代尔所带来的焦虑。 然而，“第三条道路”与新民主党人和比尔·克林顿总统任期的关系最为紧密。冷战期间，民主运动的主流变成了反共。更纯粹社会自由主义运动的胜利随着罗纳德·里根总统任期的开始及随之而来对自由主义已经失败的看法所导致的保守主义兴起而有所削弱。 克林顿政府采取的措施就是在第三条道路中融入左翼和右翼的思想。
在1992年美国总统选举期间，同为民主党领袖委员会成员的比尔·克林顿和阿尔·戈尔都以新民主党人的身份参选；他们将自己定义成愿意将保守财政观点与民主党精神上的文化自由立场相结合的民主党人，或想借此来协调中左翼与中右翼的政治平衡。1994年，克林顿签署了《暴力犯罪控制与执行法》。 克林顿式第三条道路的主要成就之一就是在1996年通过了《个人责任与工作协调法》，该法代表了社会福利和工作福利的重大变化。尽管有文化自由松动的迹象，但是克林顿还是签署了许多颇具争议的法案，这其中就包括1996年的《捍卫婚姻法案》和“不问，不说”政策；后者禁止出柜的同性恋者在武装部队中服役。
美国众议院中绝大部分温和派民主党人都是新民主党人联盟成员；而该联盟成员与保守派民主党人的蓝狗联盟成员高度重合，因为蓝狗联盟的大部分成员也自称新民主党人。 在巴拉克·奥巴马担任总统期间，随着对社会自由主义的强调日益增加，“第三条道路”也被极力缩小其影响力；而到了乔·拜登担任总统的时候，这种情况在很大程度上仍在继续，尽管第三条道路依旧是现代民主党内的一个大派系。

### 保守派
- 乔·曼钦
（参议员）
- 克里斯滕·希尼玛
（参议员）
- 艾德·凯斯（英语：Ed Case）
（众议员）
- 汤姆·奥哈勒兰（英语：Tom O'Halleran）
（众议员）
- 史蒂芬妮·墨菲
（众议员）
- 贾里德·戈尔登
（众议员）

保守派联盟是美国国会里的一个非官方联盟，它将共和党的大多数保守派和民主党的保守派（主要是南方民主党）人联合起来。该联盟在1937年至1963年期间占据着国会主导地位，直到1980年代中期仍然是一支政治力量，但最终在1990年代消亡。在国会唱名投票方面，它主要出现在影响工会的投票上。但它没有在民权方案上有任何运作，因为该联盟的两翼对此有截然相反的立场。 但是，保守派联盟的确有能力阻止不需要的法案，甚至是投票。该联盟有许多来自美国南部的国会委员会主席，他们可以通过不向委员会报告来阻止法案通过。此外，众议院规则委员会主席霍华德·史密斯常利用不公布有利规则的方式来否决一项法案，但他在1961年失去了部分权力。 保守派联盟并不关心外交政策，因为大多数南方民主党人都是国际主义者，而这一立场遭到大多数共和党人的反对。
现在，保守派民主党人通常被认为是比民主党中全国政党成员要保守的成员。蓝狗联盟则是由保守派民主党人所组建国会议员核心小组。其成员在2008年达到高峰状态的59人之后，成员数量在2010年选举之后大幅减少到只有26名成员。近年来，蓝狗联盟的政治光谱开始向左移动；他们在社会问题上采取更自由的立场，同时与民主党政策保持更紧密的一致性。 但是蓝狗联盟依旧是美国国会内最保守的民主党核心小组，他们广泛采用社会自由主义和财政保守主义政策并提倡财政紧缩； 尽管他们其中少数人还是坚持社会保守主义观点。

## 国会党团
下表仅列举美国众议院选举结果。
| 选举年份 | 蓝狗联盟 | 新民主党人联盟 | 国会进步核心小组 |
| -------- | -------- | -------------- | ---------------- |
| 1994年   | 23 / 435 | 不適用         | 不適用           |
| 1996年   | 不適用   | 不適用         | 不適用           |
| 1998年   | 不適用   | 不適用         | 不適用           |
| 2000年   | 不適用   | 74 / 435       | 不適用           |
| 2002年   | 不適用   | 73 / 435       | 不適用           |
| 2004年   | 不適用   | 74 / 435       | 不適用           |
| 2006年   | 50 / 435 | 63 / 435       | 不適用           |
| 2008年   | 56 / 435 | 59 / 435       | 71 / 435         |
| 2010年   | 26 / 435 | 42 / 435       | 77 / 435         |
| 2012年   | 14 / 435 | 53 / 435       | 68 / 435         |
| 2014年   | 14 / 435 | 46 / 435       | 68 / 435         |
| 2016年   | 18 / 435 | 61 / 435       | 78 / 435         |
| 2018年   | 26 / 435 | 103 / 435      | 96 / 435         |
| 2020年   | 19 / 435 | 94 / 435       | 95 / 435         |
| 2022年   | 8 / 435  | 94 / 435       | 101 / 435        |